# Elachistocleis
Az Elachistocleis a kétéltűek (Amphibia) osztályába, valamint a békák (Anura) rendjébe és a szűkszájúbéka-félék (Microhylidae) családjába tartozó nem.

## Előfordulása
A nembe tartozó fajok Dél-Amerikában honosak.

## Rendszerezés
A nembe az alábbi fajok tartoznak:
- Elachistocleis araios Sánchez-Nivicela, Peloso, Urgilés, Yánez-Muñoz, Sagredo, Páez, and Ron, 2020
- Elachistocleis bicolor (Guérin-Méneville, 1838)
- Elachistocleis bumbameuboi Caramaschi, 2010
- Elachistocleis carvalhoi Caramaschi, 2010
- Elachistocleis cesarii (Miranda-Ribeiro, 1920)
- Elachistocleis corumbaensis Piva, Caramaschi, and Albuquerque, 2017
- Elachistocleis erythrogaster Kwet & Di-Bernardo, 1998
- Elachistocleis haroi Pereyra, Akmentins, Laufer & Vaira, 2013
- Elachistocleis helianneae Caramaschi, 2010
- Elachistocleis magnus Toledo, 2010
- Elachistocleis matogrosso Caramaschi, 2010
- Elachistocleis muiraquitan Nunes-de-Almeida & Toledo, 2012
- Elachistocleis ovalis (Schneider, 1799)
- Elachistocleis panamensis (Dunn, Trapido & Evans, 1948)
- Elachistocleis pearsei (Ruthven, 1914)
- Elachistocleis piauiensis Caramaschi & Jim, 1983
- Elachistocleis skotogaster Lavilla, Vaira & Ferrari, 2003
- Elachistocleis surinamensis (Daudin, 1802)
- Elachistocleis surumu Caramaschi, 2010